# 夷侯
夷侯（いこう、生年不詳 - 紀元前809年）は、西周時代の蔡の君主。武侯の子で、武侯の後を受けて蔡国の君主となった。在位28年。